# Dame Pattie
Le monocoque Dame Pattie est le challenger australien de la Coupe de l'America (America's Cup) en 1967, de déroulant à Newport. Il affronte sans succès le defender américain Intrepid (US 22) du New York Yacht Club dessiné par Olin Stephens et barré par Emil Mosbacher Jr..

## Construction
La construction de Dame Pattie est réalisée en Nouvelle-Galles du Sud par William H. Barnett, et a été financé par un syndicat australien dirigé par Emile Christenson pour représenter le Royal Sydney Yacht Squadron.

## Carrière

Guidon du RSYS.

Dame Pattie est un monocoque de classe 12 Metre répondant à la norme internationale Third Rule America's Cup. Skippé par James Shurrock, il a perdu contre le defender américain Intrepid qui a remporté la course en 4 manches à 0. Il porte le numéro de voile « KA 2 ».
De 1970 à 1980, revendu au canadien G.W. O'Brien, il prend le nom de Endless Summer. Basé à Vancouver il sert de voilier-charter. Puis il est racheté par un autre propriétaire canadien de Yoster Harbour, subit quelques transformations et reprend le nom de Dame Pattie en 1999.
En 2008, il est acheté par l'architecte danois Mads Buhl qui amène le yacht sur la côte d'Azur, d'abord à Saint-Tropez puis à Monaco depuis 2012 où il participe à des régates classiques de 12mJI.
Depuis 2015 il se trouve au port de la Darse à Villefranche-sur-Mer. A l'abandon et en mauvais état il va être fin 2017, mis en vente aux enchères par le Conseil Départemental des Alpes Maritimes futur gestionnaire du port.